# 臺灣總督府成德學院
25°02′44″N 121°35′18″E / 25.045539°N 121.588303°E
臺灣總督府成德學院為台灣日治時期的少年感化教育機構，位於臺北州七星郡內湖庄後山埤，為台灣第一所少年感化教育機構，也是二戰前唯一一所。原址現為臺北市立成德國民中學。

## 介紹
日本本土的感化教育自明治維新後引進，並在1908年修正《感化院法》，將過去留置不良少年的懲治場改為感化院,，收容不滿14歲的罪犯。在臺灣方面，佛教淨土真宗本願寺派自日本領台後積極在台灣傳教，除了建立佛寺、設置學校、監獄傳教等，其運用在日本內地的感化教育經驗，於1909年在臺北廳大加蚋堡後山埤庄設立了台灣第一個少年感化教育機構「財團法人臺北成德學院」，於同年10月29日開院，院長為紫雲玄範。其感化教育依佛教主義，以德育為重點，讓院生改過向善，並交受農業、手工業等技藝。
1922年4月27日，《感化法》施行於臺灣，臺灣總督府於同時公布《臺灣總督府感化院規則》，並將臺北成德學院改由政府管理，改稱「臺灣總督府成德學院」。1934年10月10日，日本內地的《感化法》廢止，取而代之的是《少年教護法》；臺灣總督府感化院因而改稱臺灣總督府少年教護院，而「臺灣總督府成德學院」則改稱為「成德學院」。成德學院定位為特殊的小學校，院生在上午需學習尋常小學校的科目，在下午則是學習職業教育，並強制院生住宿。入院生為18歲以下，且未有實際不良行為者，其原因多為賭博、浪費、翹課、交壞朋友而留宿在外等原因。不良行為較嚴重且有實際犯行的少年，則是送至新竹少年刑務所。成德學院的職員多是有學校教育經驗或從事社會事業經驗者，但由於臺灣總督府尚不重視感化院的設置，且新竹少年刑務所收容人數遠多於成德學院，感化教育仍不發達。
二戰後，臺灣行政長官公署民政處於1946年3月1日在成德學院原址設立「台灣省救濟院」，並沿用原成德學院的房舍，在1948年1月改稱「台灣省立台北救濟院」，在1976年7月1日再改稱為「台灣省立台北仁愛之家」。於1976年9月，經台灣省及台北市長會議決定，將土地及房舍售予臺北市政府；而仁愛之家在1985年遷建至台北縣新店市屈尺，為現今的衛生福利部北區老人之家。1991年，臺北市立成德國民中學設立，其名稱來自昔日的成德學院。